# 大港站
大港站原是一座胶济线上的铁路车站，位于山东省青岛市市北区商河路2号，建于1910-1911年，后于2005年停用，目前用作铁路办公用房。使用时为四等站，邮政编码为266012。

## 历史
1903-1904年间，负责胶济铁路建造运营的山东铁路公司在今大港站附近建设了一座小型车站，具体位于今大港站站房东北方、铁路与渤海路之间，德占时期的资料一般称之为“港口火车站”（Hafenbahnhof）或“铁路停靠站”（Eisenbahnhaltestelle）。
现存的大港火车站（德語：Bahnhof Großer Hafen）建于1910-1911年。胶澳总督府曾计划在大港附近、今普集路一带建设一座新的、较青岛火车站规模更大的客货车站，但因一战青岛战役的爆发而未能实施。后来的市政部门一直在这一带为新站房预留土地，青岛市政府下辖的青岛市工务局于1935年颁布《青岛施行都市计划方案初稿》也曾计划在此建设新的火车总站，但最终因抗战爆发而未付诸实施。
2002年，大港站设有2条到发线，每日有4趟市郊列车停靠。车站在2005年胶济铁路电气化后撤销。

## 建筑特色
大港站站房建筑面积978平方米，平面大致呈矩形，主体地上二层，有阁楼和地下室，建筑体为，砖石木结构。正立面临街朝东，墙基以花岗岩蘑菇石砌成，正门为两座拱门，以花岗岩镶边，正门上方开竖窗，窗底以条石镶嵌，檐口起大三角形山墙。西立面通往站台的门亦为拱门。楼内一层候车厅近200平方米，水磨石地面，另设有站长室、行车室、售票房、候车室、行包房等。站房整体风格体现出德占时期末期简约、实用的风格。建筑平面趋于清晰，立面变得简明。
2000年，该站站房列入第一批青岛市历史优秀建筑名单。2011年，旧站房被翻修，翻修过程中包括瓦片等原装构件遭到遗弃，亦出现不符合规范的翻修方式。站房临站台一侧曾有一个德制铸花双面表盘，此种表盘原本被安装在胶济铁路沿线每一座站房上，如今仅剩大港火车站一副表盘存世。该表盘于2015年被移至济南胶济铁路博物馆。2013年1月10日，列入市北区第三次全国文物普查新发现的不可移动文物名录。自女姑口火车站于2010年代初拆除后，大港火车站成为青岛市内现存最早的铁路车站站房。
- 大港火车站的早期站房
- 日占时期的大港火车站，1910年代
- 日占时期的大港站周边